# André Gaudinot
André Gaudinot (ur. 27 sierpnia 1947 w Lyonie) – francuski zapaśnik. Olimpijczyk z Meksyku 1968, gdzie odpadł w eliminacjach, w obu stylach, w kategorii do 52 kg.
Uczestnik mistrzostw świata w 1966, 1967, 1970, 1971, 1974. Piąty na mistrzostwach Europy w 1966 i 1969. Czwarty i piąty na igrzyskach śródziemnomorskich w 1967 roku.